# Gerd Komorowski
Gerd Komorowski (* 18. Juni 1949 in Sulzbach am Kocher) ist ein ehemaliger deutscher Fußballspieler, der für die Vereine VfB Stuttgart und Karlsruher SC in den Jahren 1971 bis 1977 in der Fußball-Bundesliga 52 Spiele absolviert und dabei ein Tor erzielt hat.

## Laufbahn

### Jugend und VfB Stuttgart, 1956 bis 1973
Angefangen hat der Schüler Gerd Komorowski in der Jugend seines Heimatvereines TSV Sulzbach und dort bis zur B-Jugend gespielt. Im Jahr 1966 wurde er in die leistungsstarke Jugendabteilung des schwäbischen Bundesligisten VfB Stuttgart geholt. In der A-Jugend brachte es der Offensivspieler bis in die Süddeutsche Auswahl, wo er auch auf die Talente Uli Hoeneß (TSG Ulm 1846) und Paul Breitner (ESV Freilassing) traf. Aus der A-Jugend wurde er in die Amateurmannschaft des VfB übernommen und gewann unter Trainer Karl Bögelein in der Saison 1970/71 die Meisterschaft in der Amateurliga Nord-Württemberg und zog damit mit seiner Mannschaft in den Wettbewerb um die Deutsche Amateurmeisterschaft ein. Nach Erfolgen über die SpVgg Weiden (Günter Helgert und Manfred Linz), den 1. FC Pforzheim und den FC Gottmadingen zogen die VfB-Amateure in das Finale ein. Am 10. Juli 1971 setzte sich aber der Titelverteidiger SC Jülich 1910 vor 8.000 Zuschauern in Würzburg mit einem 1:0-Erfolg durch und schaffte damit unter Trainer Martin Luppen den Titel-Hattrick. Die VfB-Talente Karl Berger, Wolfgang Frank, Roland Mall und Gerd Komorowski bekamen zur Runde 1971/72 einen Lizenzvertrag und wechselten zur Profimannschaft unter Trainer Branko Zebec. „Komo“ wurde erstmals am 4. März 1972 beim 2:2-Heimremis gegen Arminia Bielefeld in der Bundesliga eingesetzt. Da er auch unter dem neuen Trainer Hermann Eppenhoff in der Saison 1972/73 nur zu zehn Einsätzen kam, nahm er zur Runde 1973/74 – wie auch Mannschaftskamerad Karl Berger – das Angebot des badischen Rivalen Karlsruher SC aus der Fußball-Regionalliga Süd an und wechselte in die Fächerstadt nach Nordbaden.

### Karlsruher SC, 1973 bis 1978
Im Wildparkstadion wurde im letzten Jahr des alten zweitklassigen Regionalligasystems, 1973/74, ein Neubeginn unter dem Jung-Trainer Carl-Heinz Rühl in Angriff genommen. Komorowski startete mit seinen neuen Mannschaftskameraden in die Punkterunde mit einem Heimspiel am 11. August 1973 gegen die SpVgg Fürth. Es brachte für den KSC einen Fehlstart mit einer 0:2-Niederlage und für den Neuzugang aus Stuttgart bereits Mitte der ersten Halbzeit einen Schien- und Wadenbeinbruch. Nach Ausheilung der Verletzung setzte ihn Trainer Rühl aber noch in weiteren 12 Punktspielen ein. Der 1,73 m große und mit einer sehr guten Grundschnelligkeit ausgestattete Spieler wurde in Zukunft in der Defensive eingesetzt und gehörte 1974/75 im Debütjahr der 2. Fußball-Bundesliga mit 35 Einsätzen der Stammbesetzung des KSC an, die sich mit zwei Punkten Vorsprung vor den punktgleichen Verfolgern FK Pirmasens und 1. FC Schweinfurt 05 die Meisterschaft in der Südstaffel holte und damit auch in die Fußball-Bundesliga aufstieg. Im Angriff der Badener zeichnete sich Mittelstürmer Bernd Hoffmann mit 25 Treffern aus und gewann damit noch zusätzlich die Torschützenkrone. 
Wurde die starke personelle Umwälzung in dem zuvor harmonischen Mannschaftskader durch die Neuzugänge Bredenfeld, O. Flindt-Bjerg, Kalb, Krauth, W. Schäfer und Struth im ersten Jahr Bundesliga, 1975/76, nachträglich noch mit dem Klassenerhalt gerechtfertigt, führte der fehlende Zusammenhalt 1976/77 – deutlich unterschiedliche finanzielle Entlohnungen bei geringem bis keinem Leistungsunterschied – zum Abstieg. Mit Balevski, Janzon und Sjöberg waren nochmals drei Neue in den Wildpark gekommen und die Fraktion der „Aufsteiger“ spielte fast keine Rolle mehr. Im Abstiegskampf, wo Mannschaftsgeist auch im Profifußball eine entscheidende Rolle gegenüber dem nur individuellen Können spielen kann, war der KSC den Rivalen aus Kaiserslautern, Saarbrücken und Bochum in der Schlussphase unterlegen und stieg mit einem Punkt Rückstand in die 2. Liga ab. Komorowski war in 19 Spielen zum Einsatz gekommen.
Als er in der 2. Bundesliga 1977/78 unter dem Nachfolger von Trainer Bernd Hoss – dem trotz der Tabellenführung des KSC nach dem 12. Spieltag gekündigt wurde –, Rolf Schafstall, auf der Tribüne Platz nehmen musste, vollzog Komorowski die innere Abnabelung vom Profifußball, hörte im Sommer 1978 nach weiteren 15 Zweitligaeinsätzen mit dem Lizenzfußball auf und schloss sich dem Offenburger FV in der Amateuroberliga Baden-Württemberg an. Das letzte Ligaspiel für den Karlsruher SC absolvierte Komorowski am 27. Mai 1978 beim 1:0-Auswärtserfolg gegen den SV Waldhof Mannheim. Insgesamt absolvierte er für den KSC von 1973 bis 1978 in der Regionalliga Süd (13/1), 2. Bundesliga (50/0) und Bundesliga (36/0) 99 Spiele mit einem Treffer. Weitere Stationen im Amateurbereich folgten beim 1. FC Pforzheim (1981/82), FG Rüppurr (1982/83), FV Kuppenheim (1983/84), FV Linkenheim (1984–86) und dem FV Leopoldshafen (1987–89), wo er wie schon in Linkenheim das Amt des Spielertrainers ausübte.
Nach der Spielerlaufbahn trainierte der im badischen heimisch gewordene Schwabe – er ist mit Familie in Leopoldshafen wohnhaft und bei einer Karlsruher Firma aus dem Bereich der Fahrzeugtechnik, Gebrauchsgüter und Industrietechnik als leitender Angestellter im Personalbereich angestellt – die Vereine Sulzbach, Eggenstein und Fortuna Kirchfeld. Ab 1993 kickte er bei der Altherren-Mannschaft von Alemannia Eggenstein und bestritt zudem zahlreiche Prominentenspiele für den VfB Stuttgart und den Karlsruher SC.